# سیارک ۱۰۱۴۶
سیارک ۱۰۱۴۶ (به انگلیسی: 10146 Mukaitadashi، نامگذاری:1994CV1) ده هزار و صد و چهل و ششمین سیارک کشف شده‌است که در ۸ فوریه ۱۹۹۴ کشف شد.
قدر مطلق سیارک برابر ۲۹٫۵ است.